# Edgar (opéra)
Edgar est un drame lyrique en trois actes (quatre à l'origine), deuxième opéra de Giacomo Puccini, sur un livret italien de Ferdinando Fontana basé sur le drame en vers La Coupe et les lèvres d'Alfred de Musset. L'opéra fut représenté pour la première fois à la Scala de Milan le 21 avril 1889.

## Genèse
Edgar a été composé à la demande de l'éditeur Ricordi à la suite de la réception fructueuse de son premier opéra, Le Villi. La version originale était en quatre actes et fut tièdement reçue. En janvier 1890, Ricordi publia une version révisée, incluant une fin différente pour l'acte 2. En automne 1891, Puccini retravailla l'œuvre à nouveau, coupant le dernier acte et produisant une version en trois actes qui fut encore révisée en 1905.
Dans cette forme définitive, l'opéra eut encore moins de succès que dans sa structure originale en quatre actes. Une partie de la musique coupée en 1891 fut réutilisée dans Tosca et devint le beau duo de l'acte trois, « Amaro sol per te m'era il morire ! ». La marche funèbre de l'acte trois a été jouée aux funérailles de Puccini, conduite par Arturo Toscanini, et l'aria « Addio, mio dolce amor » de l'acte quatre fut chantée.
Puccini abandonna finalement Edgar et répudia amèrement l'œuvre par la suite. Dans une copie de la partition qu'il envoya à une amie, l'Anglaise Sybil Seligman, il écrivit de cinglantes remarques sur certains passages et suggéra de lire le titre ainsi : :
« E Dio ti GuARdi da quest'opera! » (« Et que Dieu te garde de cet opéra ! »),

## Création

### Distribution
| Rôle                                                  | Voix    | Première version, 21 avril 1889 (Chef d'orchestre: Franco Faccio) |
| ----------------------------------------------------- | ------- | ----------------------------------------------------------------- |
| Edgar                                                 | ténor   | Gregorio Gabrielesco                                              |
| Fidelia                                               | soprano | Aurelia Cattaneo                                                  |
| Tigrana                                               | soprano | Romilda Pantaleoni                                                |
| Frank                                                 | baryton | Antonio Magini-Coletti                                            |
| Gualtiero, père de Fidelia et de Frank                | basse   | Pio Marini                                                        |
| chœur: Fermiers, soldats, courtisans, moines, enfants |         |                                                                   |

## Argument
Lieu : Flandre
Époque : 1302
Il raconte l’histoire invraisemblable d’un pauvre bougre, écartelé entre deux femmes, Fidelia et Tigrana. Après s’être enfui et avoir mené une vie de débauche avec la seconde, il l’abandonne et tente de se racheter une conduite en s’enrôlant dans l’armée. Alors qu’Edgar a sauvé sa patrie, le peuple, qui le croit mort, procède en grande pompe à son enterrement. Au moment de l’oraison funèbre, un moine, le visage caché sous la bure, surgit et révèle à l’assistance horrifiée les turpitudes passées du héros. Fidelia défend sa mémoire. En vain, Tigrana, soudoyée par le moine, accuse Edgar de trahison. Furieuse, la foule veut jeter le cadavre aux corbeaux mais découvre avec stupeur que le cercueil est  vide. Le moine dévoile alors sa véritable identité : il n’est autre qu’Edgar déguisé. Il se repent. Fidelia se jette dans ses bras. Leur bonheur est de courte durée ; elle tombe morte, poignardée par Tigrana.

## Airs célèbres
- Air de Fidelia : « O fior del giorno » - Acte I
- Air de Fidelia : « Già il mandorlo vicino » - Acte I
- Air de Frank : « Questo amor, vergogna mia » - Acte I
- Air de Tigrana : « Tu il cuor mi strazi » - Acte I
- Air d'Edgar : « Orgia, chimera dall'occhio vitreo » - Acte II
- Air de Fidelia : « Addio, mio dolce amor » - Acte III
- Air de Fidelia : « Nel villaggio d'Edgar » - Acte III
- Air de Tigrana : « Ah! se scuoter della morte » - Acte III (dans la première version)
- Air de Fidelia : « Un'ora almen » - Acte IV (dans la première version)

## Discographie
- 1971 - Mietta Sighele,  Bianca Maria Casoni,  Renzo Scorsoni,  Veriano Luchetti, Italian Radio Chorus & Symphony Orchestra Turin, Carlo Felice Cillario (dir.), Opera d'Oro
- 1977 - Renata Scotto, Gwendolyn Killebrew, Carlo Bergonzi, Schola Cantorum of New York,  New York City Opera Children's Chorus, Opera Orchestra Of New York, Eve Queler (dir.), CBS Masterworks
- 2002 - Julia Varady, Mary-Ann McCormick, Carl Tanner, Dalibor Jenis, Maîtrise de Radio France, Orchestre National de France, Yoel Levi (dir.), Naïve
- 2006 - Placido Domingo, Adrianna Damato, Marianne Cornetti Frank, Juan Pons, Rafal Siwek, Coro e Orchestra dell’Academia Nazionale di Santa Cecilia, Alfredo Veronesi (dir.), Deutsche Gramophon
- 2009 - José Cura, Amarilli Nizza, Julia Gertseva, Marco Vratogna, Orchestra and choir of the Teatro Regio in Turin,  Yoram David (dir.), DVD Arthaus Musik